# Eulimetta
Eulimetta is een geslacht van weekdieren uit de klasse van de Gastropoda (slakken).

## Soorten
- Eulimetta atlantica Souza & Pimenta, 2015
- Eulimetta pagoda Warén, 1992